# 物集和子

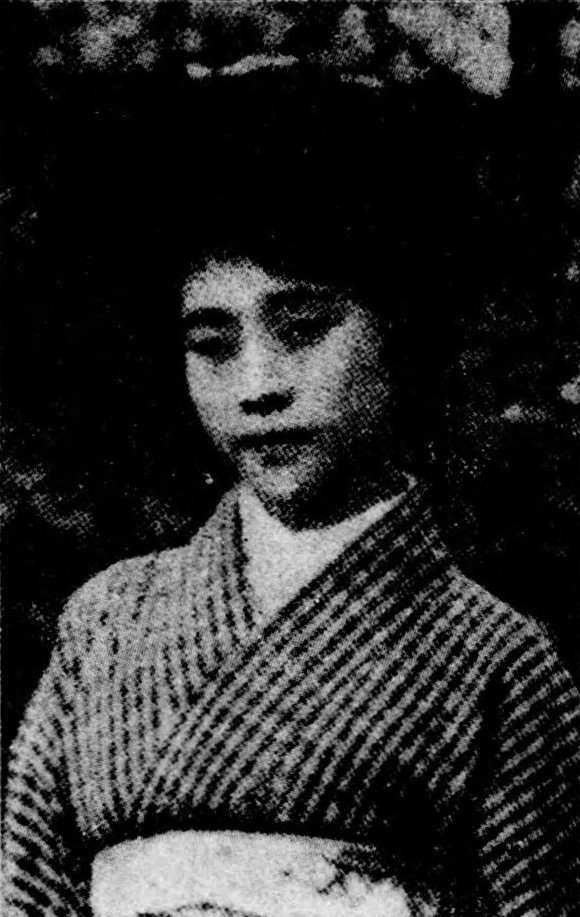
物集和子

物集 和子（もずめ かずこ、1888年（明治21年）10月26日 - 1979年（昭和54年）7月27日）は、日本の小説家、掃苔家。藤岡 一枝とも。本名は藤浪和。
国学者・物集高見の娘で、放射線医学者（慶應義塾大学教授）の藤浪剛一の妻。実兄の物集高量は国文学者、姉は同じく小説家の大倉燁子（本名は芳子）。義兄の藤浪鑑は病理学者（京都帝国大学教授）。また、親族に女優の早瀬久美がいる（姉妹の物集千代子の孫）。

## 経歴

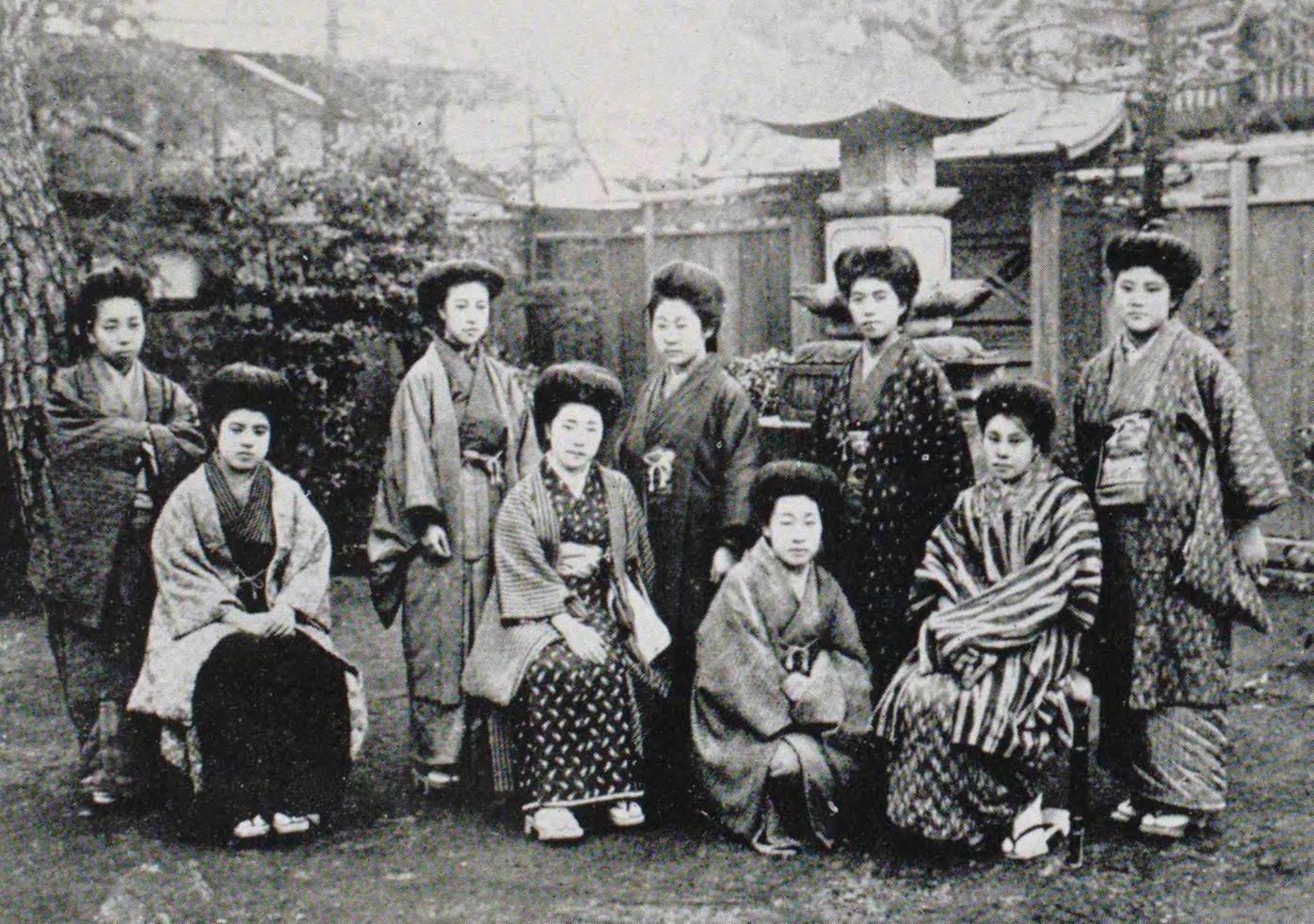
1912年、青鞜社にて撮影。前列左から田辺操、物集和子、一人おいて、小林哥津。後列左から木内錠子、平塚らいてう、中野初子、石井（和田）光子、小磯とし子。

東京府東京市本郷区駒込千駄木林町（現在の東京都文京区千駄木）出身、跡見高等女学校卒業。
文学を志して姉の芳子とともに二葉亭四迷に弟子入りしたが、1908年（明治41年）、二葉亭は朝日新聞社特派員としてロシアに赴任することになったので、同社の同僚であった夏目漱石に物集姉妹の世話を依頼した。以後、漱石門下の作家として、1910年（明治43年）、『ホトトギス』7月号に「かんざし」を発表した。翌1911年（明治44年）、平塚らいてう・保持研子・中野初子・木内錠子と共に青鞜社を結成したが、当初は平塚の同級生であった和子の姉・芳子が参加する予定だったところ、外交官との結婚が決まったために急遽辞退し、自分の代わりに妹の和子を紹介したという経緯がある。青鞜社は物集家に事務所を置いて同年9月に『青鞜』誌を創刊、和子は以後同誌に「七夕夜」「お葉」などを発表した。しかし1913年（大正2年）4月に、文部省の提唱する良妻賢母理念にそぐわないとの理由により、青鞜社が官憲の家宅捜索を受け、『青鞜』2月号が発禁とされた。このことで父・高見の怒りを買った和子は、表向きは前年1月に継母が死去したことを理由として女性解放運動から脱退した。以後は「藤岡一枝」の名で「おきみ」などの作品を書いたが、後年、青鞜社時代のことを聞かれても「私は脱落者だから、その話をするのは嫌です」と語りたがらなかったという。
藤浪剛一と結婚した後は、聾教育振興会婦人部常任幹事として障害者教育に貢献した。また、趣味人の剛一は偉人や著名人の墓を訪ね歩く掃苔活動を好み、同好団体の東京名墓顕彰会を設立したほどであったが、和子も同会の機関誌『掃苔』の編集を手伝ううちに影響され、掃苔に没頭していった。特に1934年（昭和9年）からは家事の合間を縫って東京の諸寺院を巡るようになり、各故人の墓を調査して記録を整理し、『掃苔』誌上に連載発表を継続的に行い、1940年（昭和15年）にはそれらをまとめた『東京掃苔録』を出版した。同書は593寺・2477名を収録しており、以後も再版が繰り返されている名著である。
1942年（昭和17年）に夫と死別し、戦後は姉・芳子と同居した。晩年は習字教室を開いて生計を立てていた。
1979年（昭和54年）7月27日、心不全により世田谷区の特別養護老人ホーム「さつき荘」において90歳で死去した。法名は「華香院釈尼妙和」。墓所は日泰寺（愛知県名古屋市千種区）と多磨霊園（東京都府中市）にある。

## 著書
- 『東京掃苔録』（1940年）